# نيتسوكي

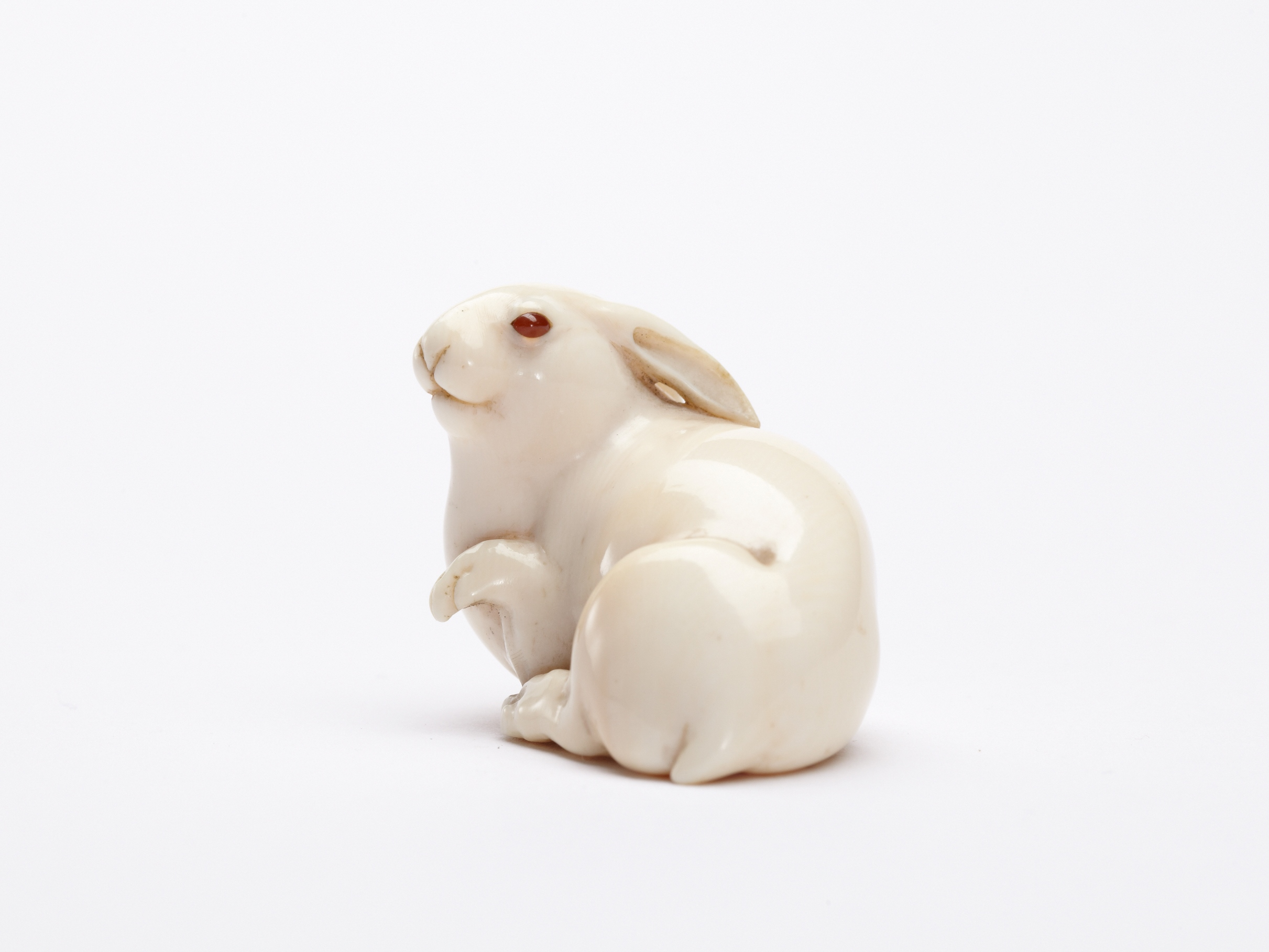
نتسوكي من العاج لأرنبة بعيون من العنبر، من ماساتوشي، أوساكا، كاليفورنيا. 1880.

الناتسوكي (根付) هي منحوتات مصغرة تم اختراعها في اليابان في القرن السابع عشر لوظيفة عملية معينة.

## التاريخ
إن الملابس اليابانية التقليدية (الأردية) التي تسمىكوسوده والكيمونو - ليس لها جيوب؛ ومع ذلك، يحتاج الذين يرتدونها إلى مكان لتخزين متعلقاتهم الشخصية، مثل الغليون أو التبغ أو المال أو الأختام أو الأدوية. وكان الحل هو وضع مثل هذه الأشياء في حاويات (تسمىساغيمونو) معلقة بواسطة الحبال من أكمام (الأوبي). قد تكون الحاويات عبارة عن أكياس أو سلال صغيرة منسوجة، ولكن الأكثر شعبية هي صناديق مصنوعة بشكل جميل تسمى (إنرو)، والتي تُغلق بواسطة الأوجيميه، والتي كانت عبارة عن خرزة منزلقة على رباط. وأيا كان شكل الحاوية، فإن هناك مربطة تُأمن الحبل في الجزء العلوي من الوشاح، وكانت عبارة عن منحوتة تشبه الزر تسمىالناتسوكي.
تطورت النيتسوكي، مثل الإنرو والأوجيمي، بمرور الوقت من كونها أشياء نفعية إلى أشياء ذات مزايا فنية كبيرة ومعبرة عن الحرف اليدوية الاستثنائية. هذه الأشياء لها تاريخ طويل يعكس الجوانب المهمة للفولكلور والحياة اليابانية. كان الإنتاج الأكثر شعبية للناتسوكي خلال فترة إيدو في اليابان، خلال 1615 – 1868. واليوم، يستمر هذا الفن، ويمكن لبعض الأعمال الحديثة أن تحظى بأسعار مرتفعة في المملكة المتحدة وأوروبا والولايات المتحدة واليابان وأماكن أخرى. وهناك نسخ غير مكلفة ولكن قطعة شبه أصلية متوفرة في المتاحف ومحلات بيع التذكارات.
غالبًا ما تصنع الأوكيمونو، وهي منحوتات صغيرة مزخرفة، من قبل نفس الفنانين الذين صنعواالنيتسوكي.

## أصل التسمية
يتكون المصطلح من حرفين يابانيينني (根) + تسوكي (付)، يعني «جذر» و «ربط». في اللغة الإنجليزية، قد تكون الكلمة مائلة أو غير مائلة، حيث تميل الإنجليزية الأمريكية إلى تفضيل السابقة (مائلة) والإنجليزية البريطانية تفضل اللاحقة (غير مائلة).  

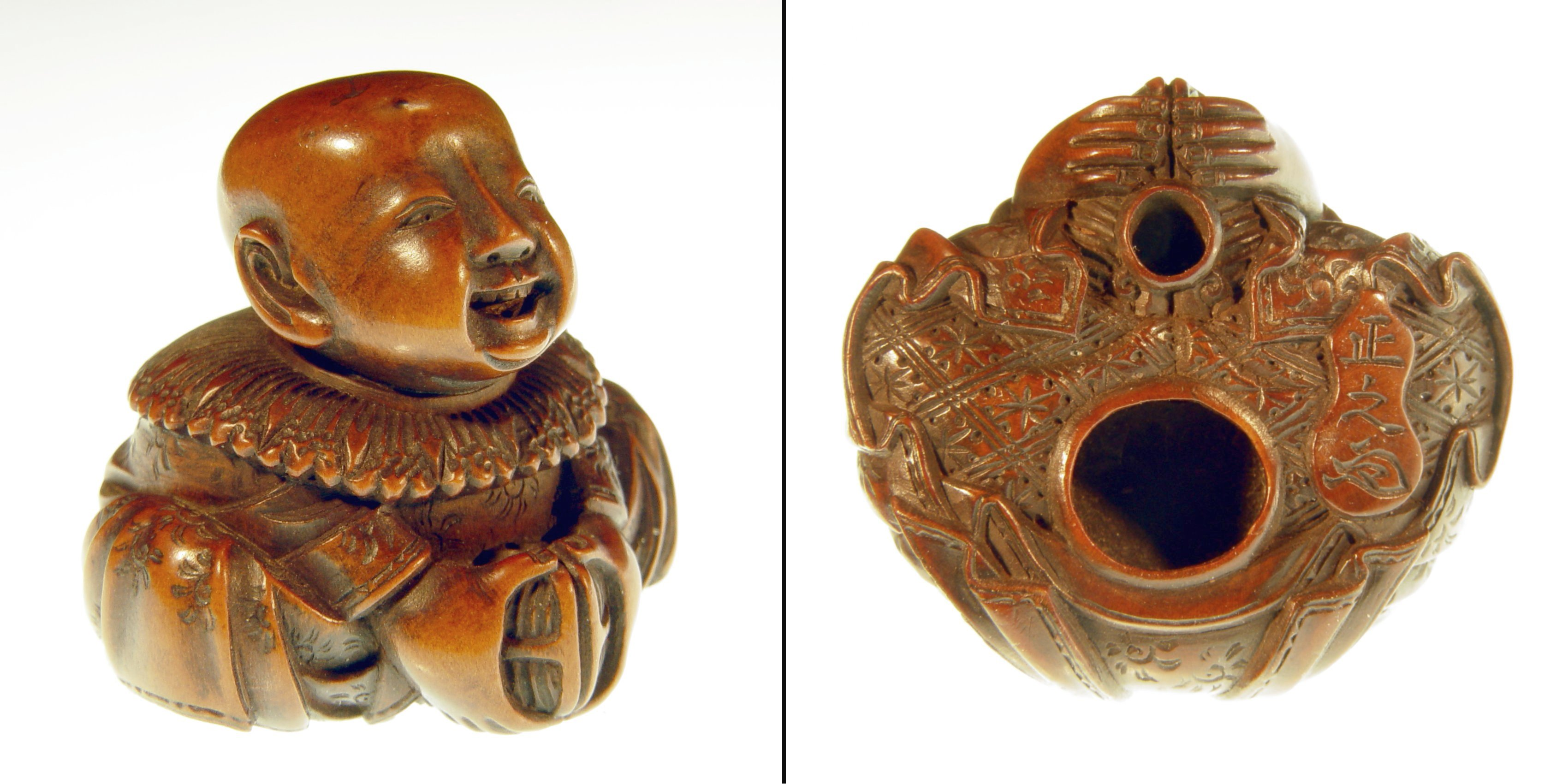
Katabori-netsuke عرض أمامي وخلفي مع فتحتين للحبل.
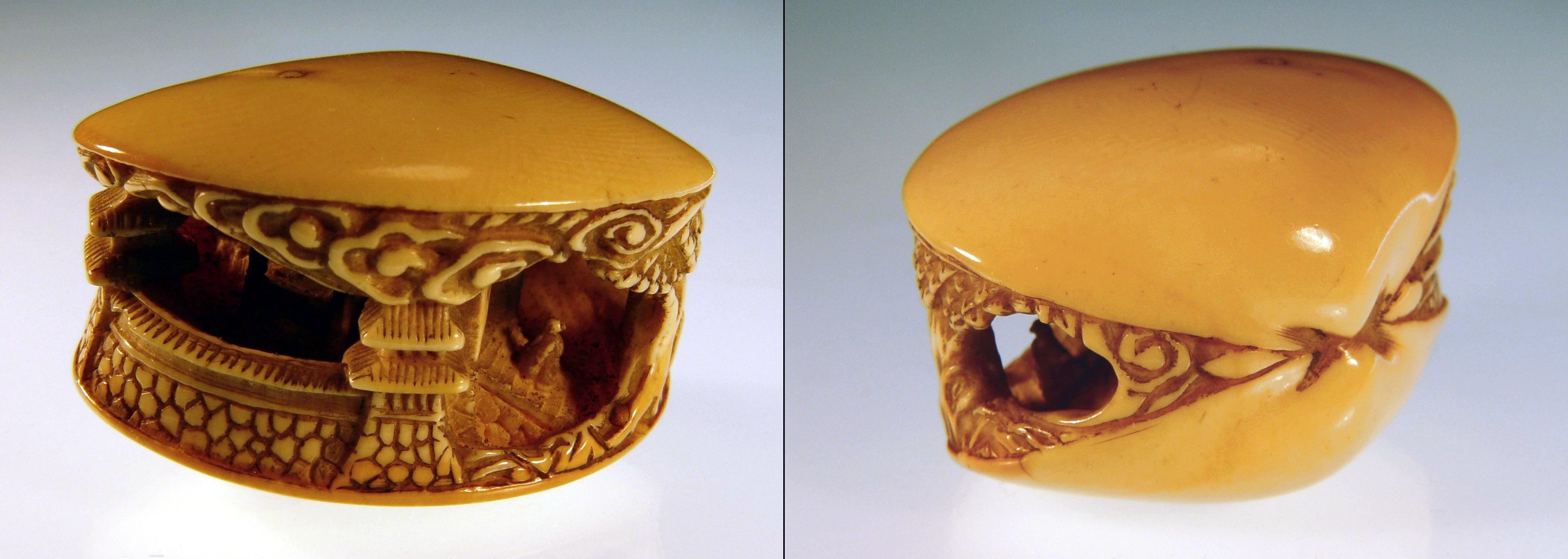
Anabori-NETSUKE
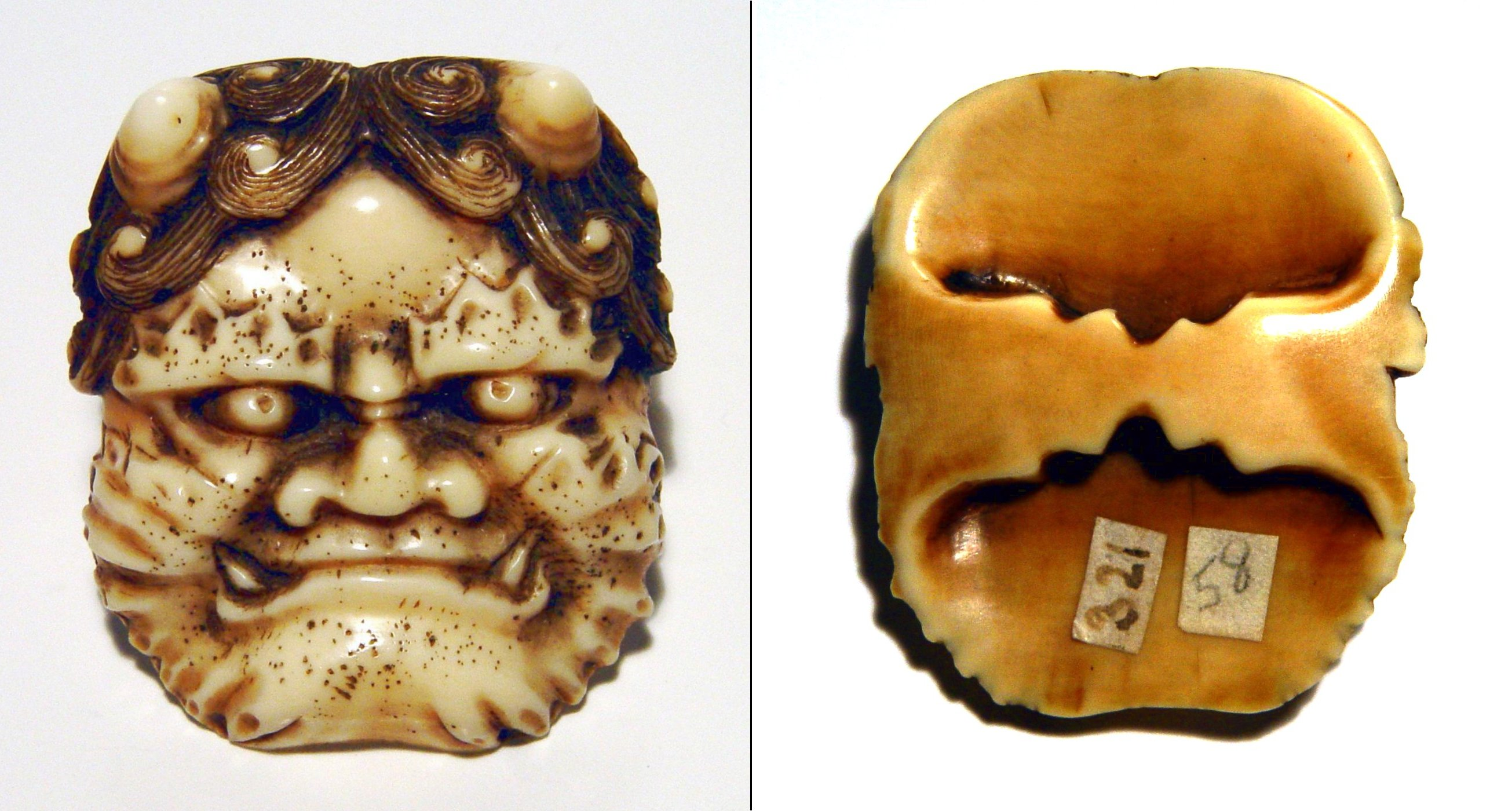
قناع نتسوكي
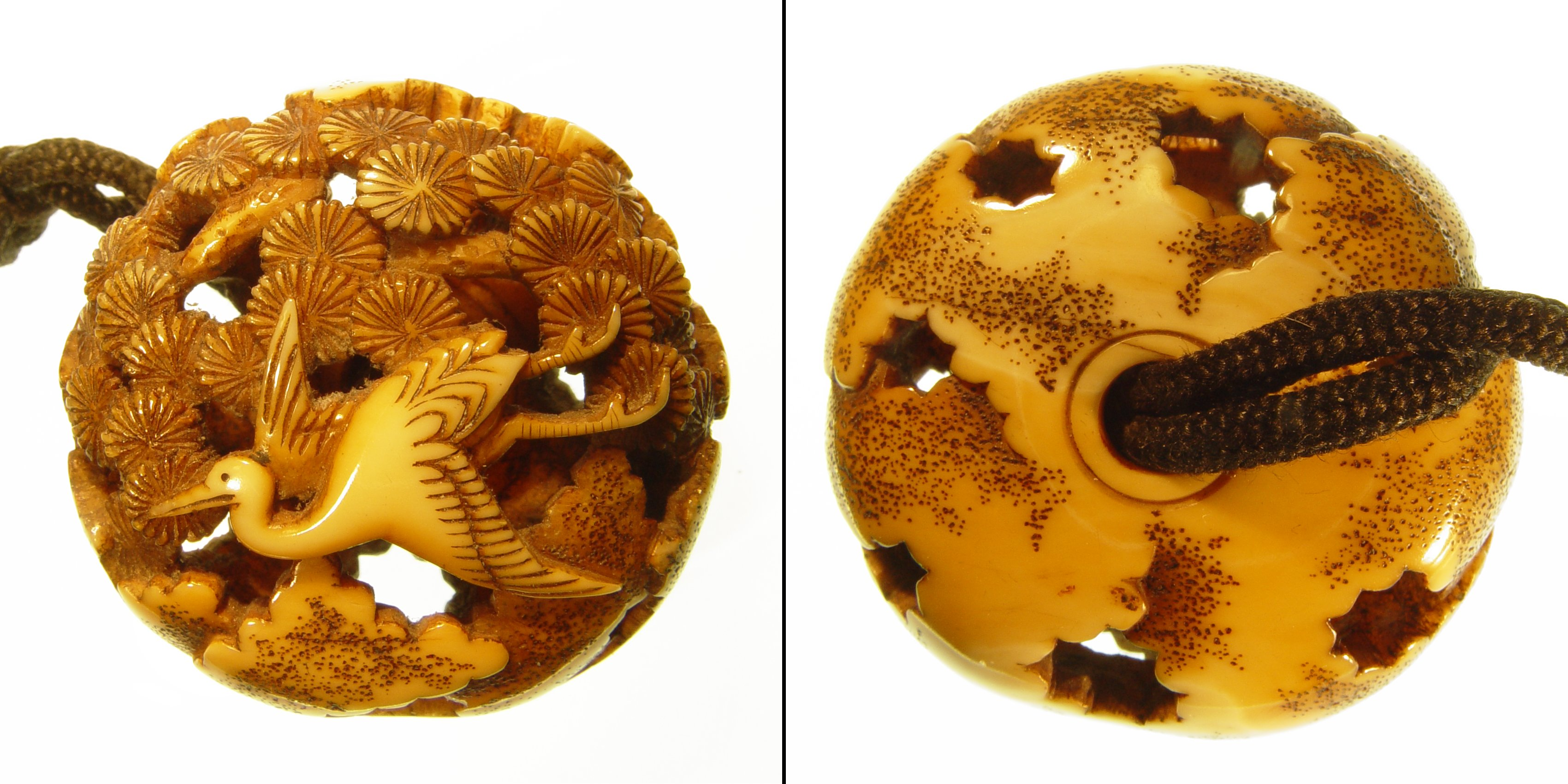
Ryūsa-NETSUKE
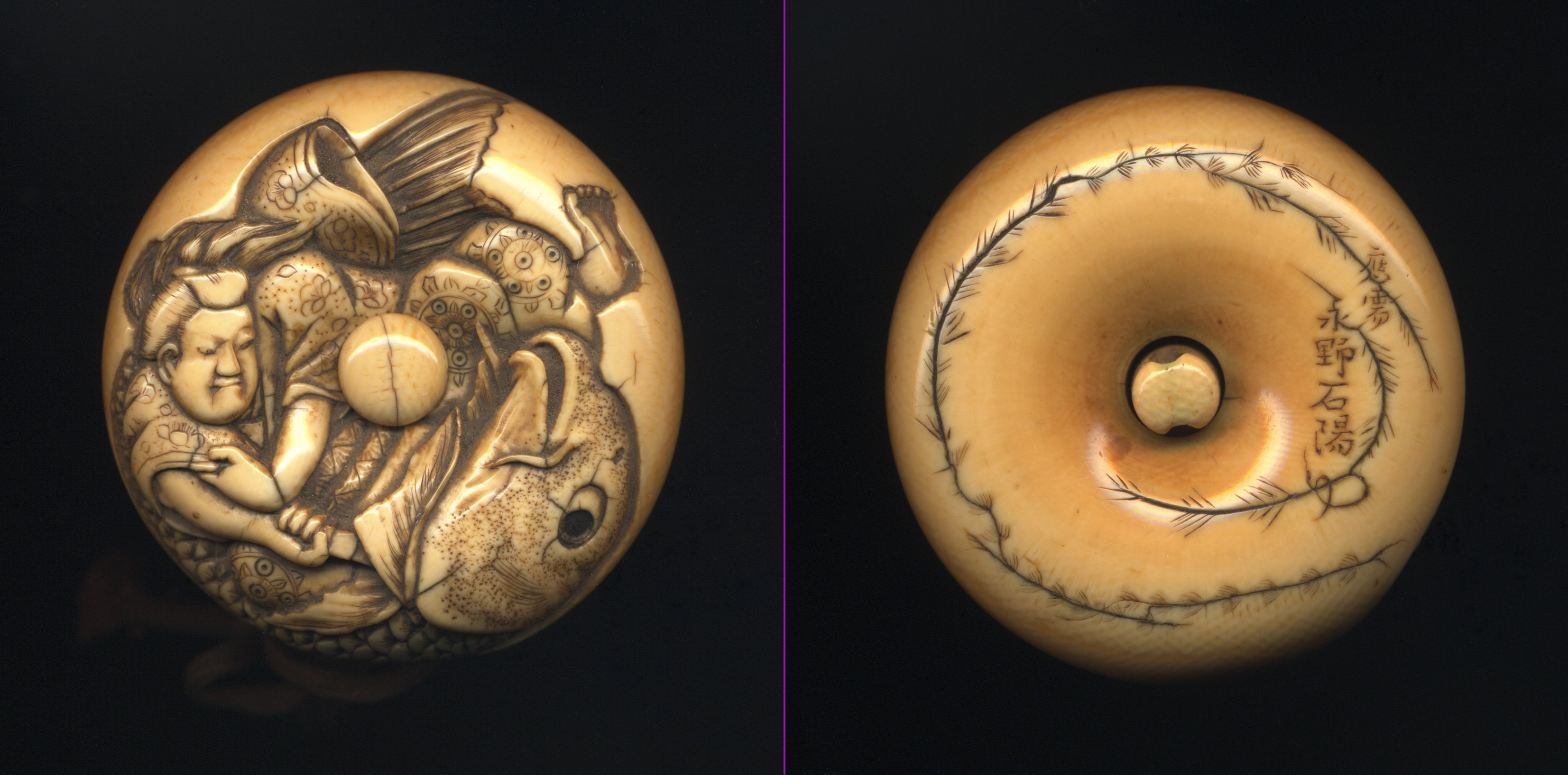
مانجو-NETSUKE
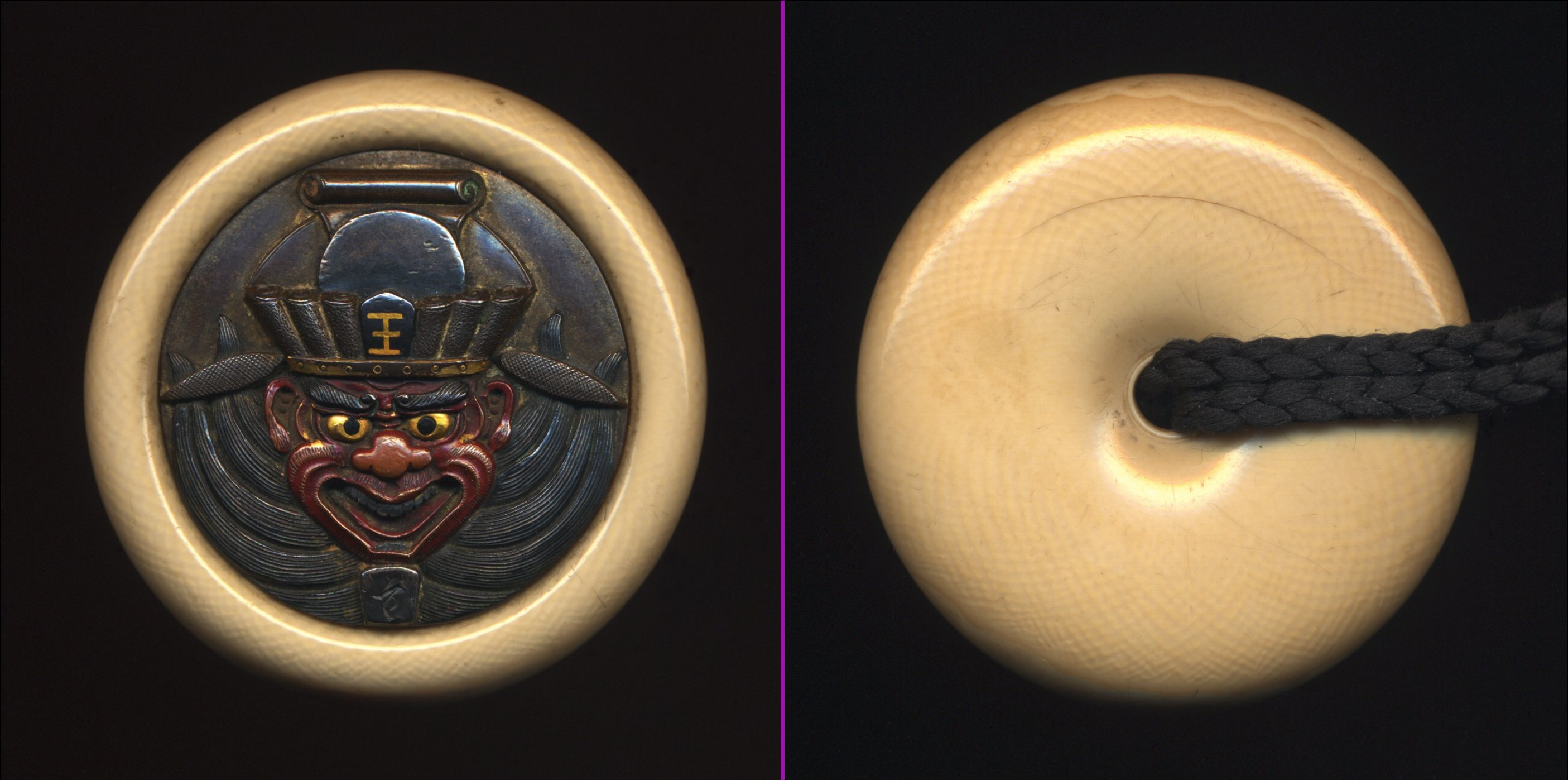
Kagamibuta-NETSUKE
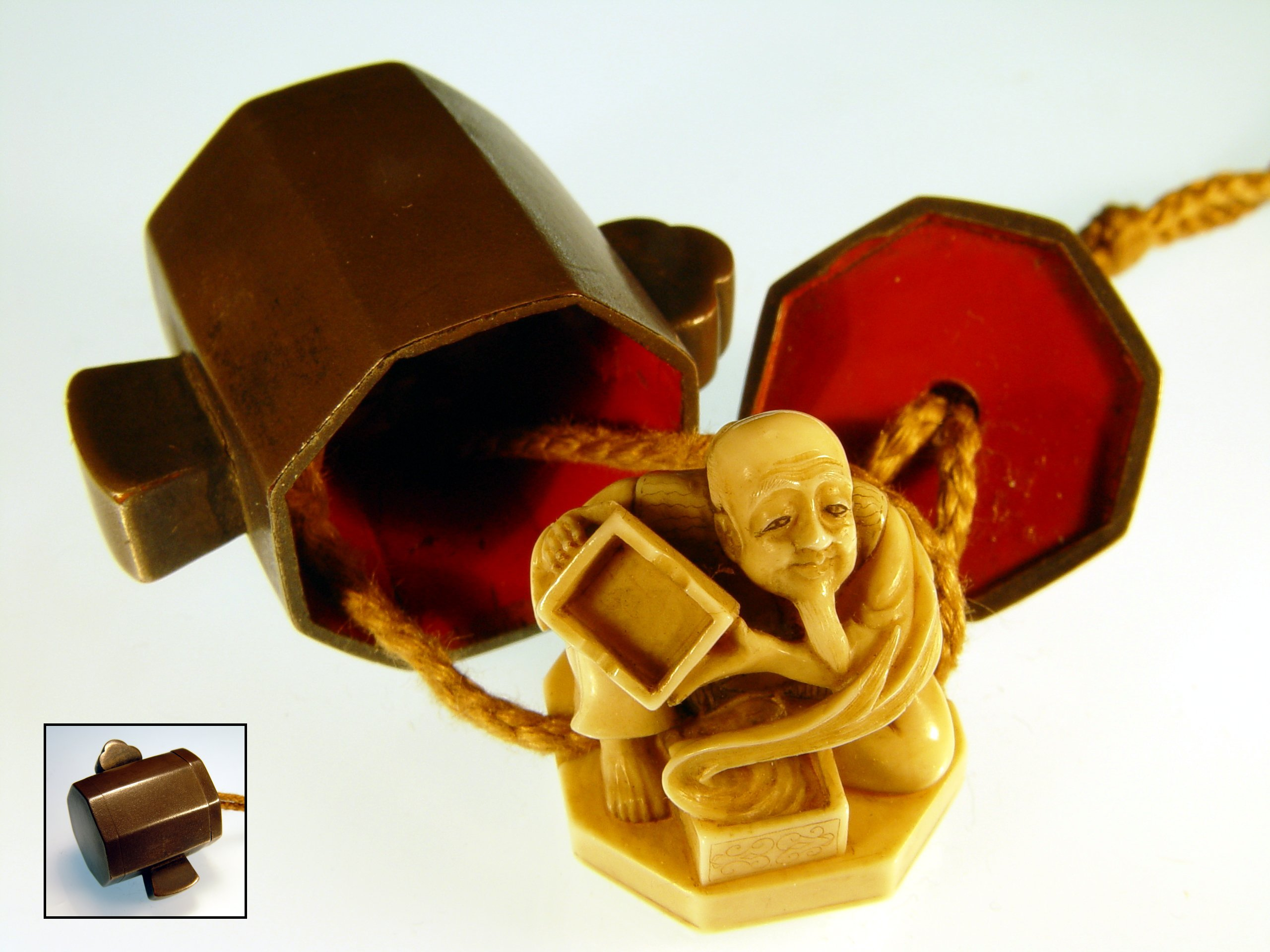
خدعة نيتسوكي
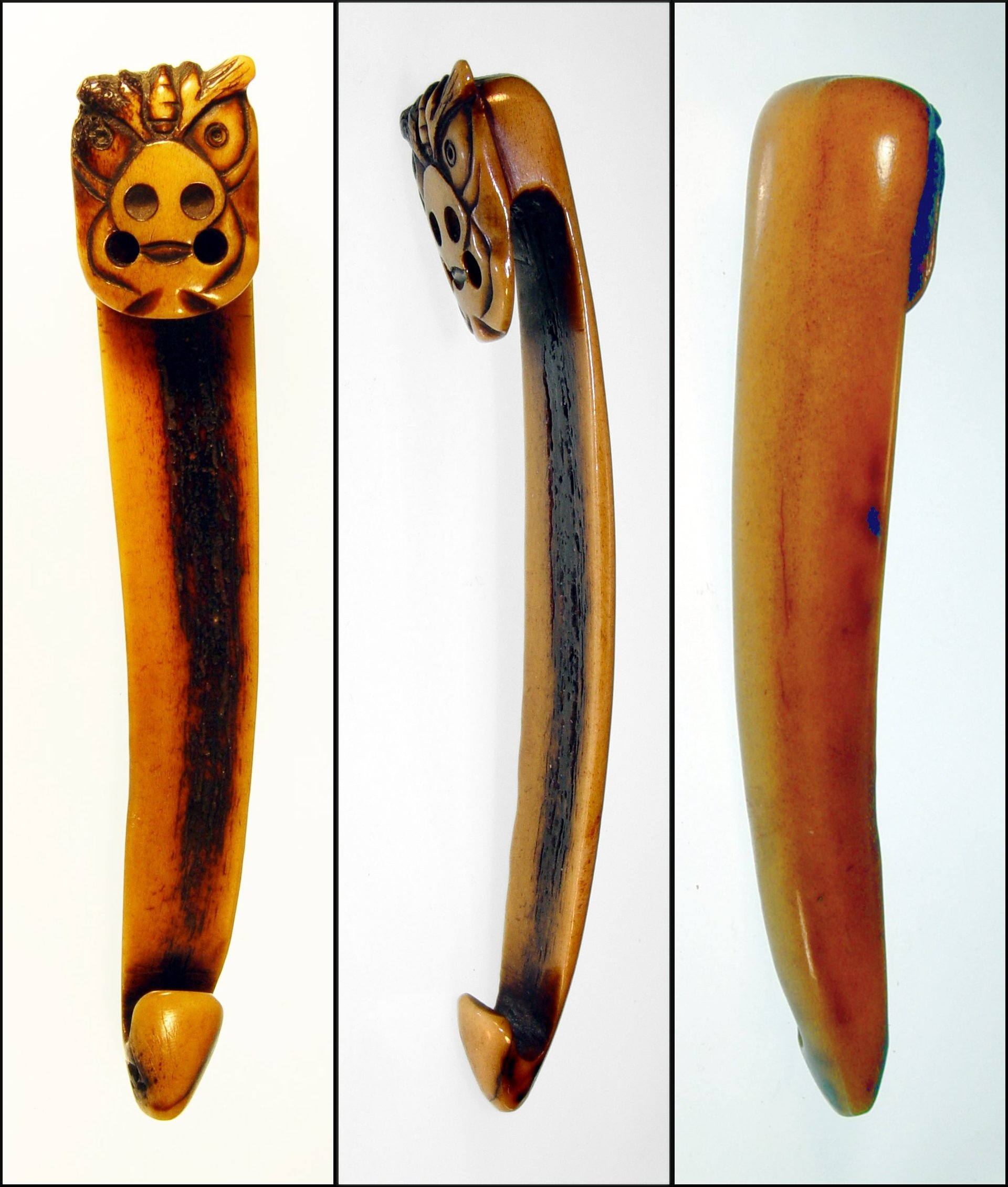
أوبي هاسامي ساشي نتسوكي

## روابط خارجية
- International Netsuke Society تقوم هذه المنظمة بنشر مجلة لهواة الجمع وتعقد اجتماعات دولية كل عامين. يعرض موقع الويب الخاص بالجمعية أمثلة على أنماط مختلفة. يمكن العثور على الآخرين من خلال البحث في الإنترنت.
- مجموعة إسحاق كابلان نتسوكي: مجموعة المتحف اليهودي الجنوب أفريقي تضم أكثر من 600 قطعة. يعرض المعرض الدائم للمتحف أكثر من 200 ناتسوكي من القرنين السابع عشر والتاسع عشر.
- الناتسوكي اليابانية التاريخ والخلفية لأنواع مختلفة.
- معرض الصور المصغرة للناتسوكي مع صور مفصلة في موقع متحف بولتون.
- متحف KYOTO SEISHU NETSUKE للفنون هناك العديد من المجموعات الممتازة التي تتكون بشكل أساسي من القطع المعاصرة، ولكن مع بعض القطع العتيقة الجميلة أيضًا.
- Netsuke: روائع من متحف متروبوليتان للفنون، كتالوج معارض من متحف متروبوليتان للفنون (متاح بالكامل على الإنترنت بصيغة PDF)
- سومو: نتسوكي وأوكيمونو: من مجموعة كارل لودفيج كيلي، كتالوج على الإنترنت لسومو تحت عنوان Netsuke.